# Euryestola freyi
Euryestola freyi är en skalbaggsart som beskrevs av Stefan von Breuning 1955. Euryestola freyi ingår i släktet Euryestola och familjen långhorningar. Inga underarter finns listade i Catalogue of Life.